# Liste der Monuments historiques in Grosbois-en-Montagne
Die Liste der Monuments historiques in Grosbois-en-Montagne führt die Monuments historiques in der französischen Gemeinde Grosbois-en-Montagne auf.

## Liste der Immobilien
| Bezeichnung       | Beschreibung                                                                         | Standort                                         | Kennzeichnung | Schutzstatus | Datum | Bild           |
| ----------------- | ------------------------------------------------------------------------------------ | ------------------------------------------------ | ------------- | ------------ | ----- | -------------- |
| Kapelle St-Victor | auch Kapelle von Vellemont; aus dem 15. Jahrhundert, bezeichnet 1810 (Restaurierung) | östlich des Ortes (Lage)                         | PA00112767    | Inscrit      | 1991  | weitere Bilder |
| Friedhofskreuz    | Stein, bezeichnet 1561                                                               | Rue de l’Eglise, vor der Kirche St-Joseph (Lage) | PA00112489    | Inscrit      | 1925  | weitere Bilder |

## Liste der Objekte
| Bezeichnung                                 | Beschreibung                                                 | Standort                       | Kennzeichnung | Schutzstatus | Datum | Bild |
| ------------------------------------------- | ------------------------------------------------------------ | ------------------------------ | ------------- | ------------ | ----- | ---- |
| Skulptur eines segnenden Bischofs (1)       | Kalkstein, farbig gefasst, 15. Jahrhundert                   | in der Kirche St-Joseph (Lage) | PM21001309    | Classé       | 1919  |      |
| Skulptur Heiliger Antonius der Große        | Kalkstein, farbig gefasst, 16. Jahrhundert                   | in der Kirche St-Joseph (Lage) | PM21001310    | Classé       | 1919  |      |
| Skulptur Heilige Katharina von Alexandriens | Kalkstein, farbig gefasst, 16. Jahrhundert                   | in der Kirche St-Joseph (Lage) | PM21001311    | Classé       | 1919  |      |
| Skulptur Maria Magdalena                    | Kalkstein, farbig gefasst, 16. Jahrhundert                   | in der Kirche St-Joseph (Lage) | PM21001311    | Classé       | 1919  |      |
| Skulptur Johannes der Täufer                | mit Stifterfigur; Kalkstein, farbig gefasst, 16. Jahrhundert | in der Kirche St-Joseph (Lage) | PM21001313    | Classé       | 1919  |      |
| Skulptur eine segnenden Bischofs (2)        | Kalkstein, farbig gefasst, 15. Jahrhundert                   | in der Kirche St-Joseph (Lage) | PM21001314    | Classé       | 1919  |      |
| Skulptur Heilige Regina                     | Kalkstein, farbig gefasst, 16. Jahrhundert                   | in der Kirche St-Joseph (Lage) | PM21001315    | Classé       | 1919  |      |
| Skulptur Heiliger Victor                    | Kalkstein, farbig gefasst, erste Hälfte des 16. Jahrhunderts | in der Kirche St-Joseph (Lage) | PM21001316    | Classé       | 1919  |      |
| Pietà                                       | Kalkstein, farbig gefasst, 16. Jahrhundert                   | in der Kirche St-Joseph (Lage) | PM21001317    | Classé       | 1919  |      |
| Skulptur Unterweisung Mariens               | Kalkstein, farbig gefasst, Anfang des 16. Jahrhunderts       | in der Kirche St-Joseph (Lage) | PM21001318    | Classé       | 1931  |      |